# Bisquert
Bisquert (en valenciano Bixquert) es el nombre de un valle que pertenece a la ciudad de Játiva en la provincia de Valencia (España).

## Toponimia
Según la doctora Carme Barceló Torres, la palabra Bixquert podría ser anterior a la invasión musulmana de la península ibérica. Podría tener un origen ibérico como es el caso de algunas ciudades o lugares de la Península.
La palabra Bixquert se parece a varios topónimos como Vizcaya o Bizkaia y Viscarret o Bizkarreta  (Navarra), Biscarrosse (Landas, Francia), Biscarrués (Aragón), etc. Todos estos topónimos proceden de la palabra vasca bizcar que significa ‘ladera, loma o peña’. Es posible que Bixquert venga de Bizcar, ya que en el Llibre del Repartiment y el Donatio Navarii ballestarii domini regis el lugar o alquería de Bixquert se situaba bajo el Monte Vernissa.
Como lo veremos, Bani-Biskart (que significa los herederos o los hijos de los Biskart), era el apellido que llevaban algunos musulmanes valencianos tras la Reconquista. Podría ser que Bixquert venga de Biskart, ya que casi todos los nombres de alquerías llevaban un apellido árabe, como es el caso por ejemplo de las alquerías de Beniopa (del árabe Bani-Ubba), Benifaió (del árabe Beni-Hayyén), Benirredrà (del árabe Bani-Rida o Bani-Reduan), etcétera.

## Geografía
El valle de Bisquert se abre entre la Serra Grossa al sur, las del Castell y Vernissa al norte y el río Albaida por el este. Tiene una anchura de 3 kilómetros y una longitud de 4 kilómetros. 

## Historia
La antigua alquería ubicada en el valle fue mencionada por primera vez en el Llibre del Repartiment de Valencia del rey don Jaime I de Aragón en 1248. El 30 de mayo de 1248, el rey D. Jaime de Aragón dio varias tierras en Bisquert a Berenguer d'Àger, como lo podemos leér en el Llibre del Repartiment:

Berengario de Ager: domos in Xativa et III iovatas terre in Bisquert, et unam iovatam vinearum in termino Xative. III kalendas augusti(//)

El 26 de mayo del mismo año, el rey dio parcelas de Bisquert a Girberto Novarello, Pere Godalest, Pere Satorre y a 20 otros compañeros: 

Girberto Novarello, P. Godalest, P. Çatorre et XX sociis vestris: unicuique, III iovatas in alcheriis de Bischert, que sunt in termino Xative. VI kalendas iunii.

El 20 de julio de 1267, el rey ofreció varias tierras de Bisquert a un tal Navarro, ballestero del rey, en un documento llamado Donatio Navarri ballestarii domini regis. Ese documento describe el lugar exacto de las tierras de Navarro, y también de la alquería : Las tierras del nuevo proprietario estaban rodeadas por las viñas del rey, por la propiedad de Englesia (antiguo nombre femenino), hija de Gilabert d'Arenchs, por la propiedad de Ramon de Sales, y por el castillo de Xàtiva. La alquería se situaba bajo el castillo. Extracto del documento:

Per nos et nostros damus et concedimus per hereditatem propriam, francham, et liberam, tibi Navarro ballistario nostro et tuis in perpetuum, duas jovatas terre in termino Xative, in loco qui dicitur Bisquert. Que affrontant ex una parte cum vinea nostra, et ex alia cum hereditate Englesie filie Gilberti de Arenchs, et ex parte cum hereditate Raimundi de Salis, et cum Rocha castri Xative. [...] Datum Cesarauguste, XIII kalendas Augusti, anno domini MCCLX septimo.

## Apellido
Aunque este apellido es poco frecuente, existe en al menos 5 ortografías: Bixquert, Bisquert, Vixquert, Visquert y Bisquertt (en América Latina). El más común es Bixquert, seguido de Bisquert y Visquert.

### Personajes históricos que llevaron ese apellido
- El Llibre del Repartiment de Valencia (1238) menciona a alguien llamado Abdel Albisquerdi.

- En el siglo XV vivía en la Valldigna un musulmán de apellido Al-Biskarti cuyos antepasados eran seguramente vecinos del valle de Bisquert.[7]

- Banu Biskart era el nombre que llevaban algunos musulmanes valencianos en época cristiana.[8]

- Juan Bas i Vixquert, vecino de Jávea, armado caballero en 1640.[9]

- Antonio Bisquert. Pintor discípulo de Ribalta. Alcahalí lo reseña como Brisquet.[10]